# Gornji Zemon
Gornji Zemon je gručasto naselje v Občini Ilirska Bistrica. 

## Lega
Stoji na neizrazitem slemenu na jugovzhodnem obrobju Ilirskobistriške kotline. Na jugu se deloma gozdnato področje zložno spušča proti potoku Kobiljaku, na severu pa strmo navzdol proti reki Reki.